# Hessisch Oldendorf
Hessisch Oldendorf là một thị xã ở huyện Hamelin-Pyrmont, trong bang Niedersachsen, Đức. Đô thị này có diện tích 120,39 km². Đô thị này nằm bên sông Weser, cự ly khoảng 10 km về phía tây bắc của Hamelin. Oldendorf. Hessisch Oldendorf đã thuộc Hessen-Kassel từ năm 1640 đến năm 1932.